# Chocnějovice
Chocnějovice ist eine Gemeinde im Okres Mladá Boleslav, Tschechien. In den sieben zugehörigen Dörfern leben 1968 Einwohner (2007). Die Haupteinnahmequelle ist die Landwirtschaft.

## Geografie
Die Gemeinde besteht aus sieben Orten, die im Norden des Bezirks im Tal der Mohelka liegen. Der Hauptort Chocnějovice ist etwa 8 Kilometer von der Stadt Mnichovo Hradiště entfernt.

## Geschichte
Der Unterlauf des kleinen Flusses Mohelka war seit der Vorzeit besiedelt. Funde liegen bereits aus der Jungsteinzeit vor, auch germanische, slawische und mittelalterliche Siedlungen wurden archäologisch nachgewiesen.
In Chocnějovice selbst entstand wahrscheinlich in der Mitte des 13. Jahrhunderts eine kleine adlige Grundherrschaft. Der erste bekannte Besitzer, Olen z Chocnějovic, wird 1316 erwähnt, die erste Nennung des Ortsnamens stammt aus dem Jahr 1322. Aus dem 14. und 15. Jahrhundert sind einige weitere Namen der lokalen Grundherrenfamilie belegt. Das Gut grenzte im Süden an die großen Besitzungen der Zisterzienserabtei Kloster Hradiště und im Norden an die ebenso mächtige Johanniter-Herrschaft in Český Dub.
Die St.-Gallus-Kirche ist architektonisch dem Bau der Johanniter-Kommende in Český Dub verwandt und wird mit der Bautätigkeit der Johanniter in dieser Gegend in Verbindung gebracht. Sie diente von 1352 bis 1405 als Pfarrkirche. Urkundlich bezeugt sind außerdem von 1549 bis 1621 ein befestigtes Herrenhaus und ein Meierhof.

## Sehenswürdigkeiten
Die frühgotische St.-Gallus-Kirche in Chocnějovice entstand um 1240 und wurde im 18. Jahrhundert im Barockstil umgestaltet. Die Gebäude des Meierhofes sind in ihrer barocken Form bis heute teilweise erhalten. Die Überreste des befestigten Herrenhauses wurden in den 1950er Jahren eingeebnet.

## Gemeindegliederung
Zur Gemeinde gehören die Ortsteile Buda, Buřínsko 1.díl, Buřínsko 2.díl, Drahotice, Chocnějovice, Ouč, Rostkov und Sovenice.

## Söhne und Töchter der Gemeinde
- Jan Filip (1900–1981), Historiker und Archäologe, wurde hier geboren.